# El Paraíso (Guerrero)
El Paraíso es una localidad del estado mexicano de Guerrero. Es parte del municipio de Atoyac de Álvarez.

## Demografía
| Gráfica de evolución demográfica |
|                                  |

| Censo | Población |
| ----- | --------- |
| 1930  | 164       |
| 1940  | 192       |
| 1950  | 380       |
| 1960  | 1 286     |
| 1970  | 1 583     |
| 1980  | 3 071     |
| 1990  | 3 547     |
| 2000  | 4 520     |
| 2010  | 3 656     |
| 2020  | 3 652     |